# 領聖

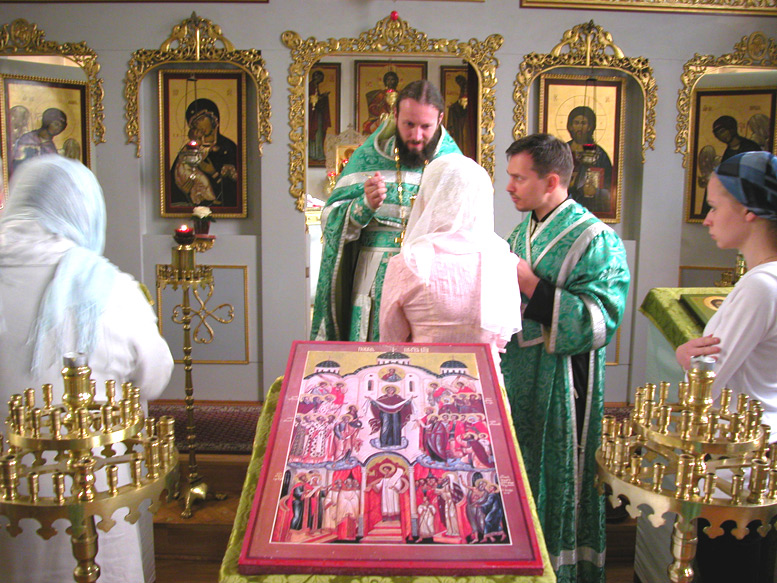
領聖の場面。デュッセルドルフの生神女庇護教会にて。中央にあるイコンは生神女庇護祭のもの。

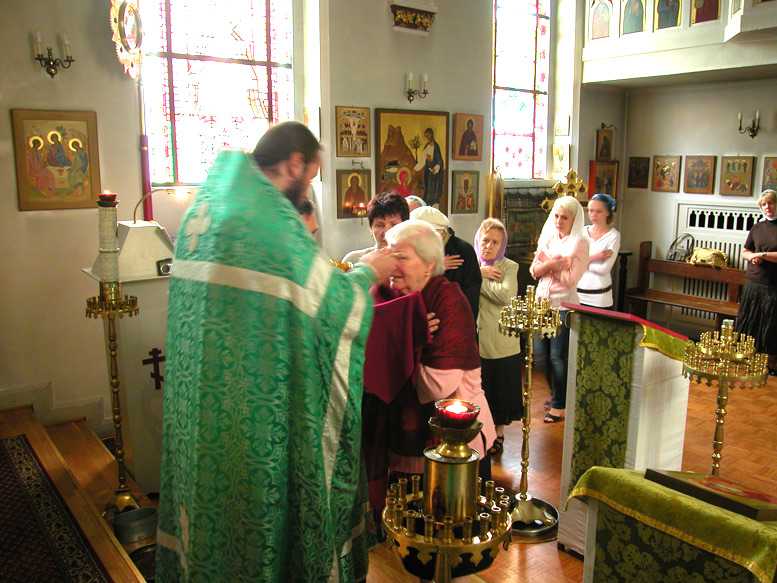
領聖の場面。デュッセルドルフの生神女庇護教会にて司祭後方から撮影したもの。

領聖（りょうせい）とは正教会（ギリシャ正教）において、ハリストス（キリストを中世以降のギリシャ語で読んだ転写）の尊体（そんたい）・尊血（そんけつ）に聖変化したパンと葡萄酒を領食（りょうしょく）すること。日本ハリストス正教会の用語。カトリック教会の聖体拝領、聖公会・プロテスタントの陪餐に相当する。
正教会では、相互間で承認を受けた正教会の信徒以外に領聖することを認めていない。
多くは聖体礼儀において行われるが、病床にある病人が司祭から尊体・尊血を受けるなどの場合もある。

## 概要
多くのスラヴ系の正教会では、聖体礼儀で領聖する場合、領聖前に痛悔機密（告解）を受ける事を信徒に義務付けている。一方、ギリシャ系の正教会ではこうした習慣は無く、痛悔機密を毎回受けることなしに領聖が行われている。
聖体礼儀においては、聖爵（せいしゃく）の中に尊血となった葡萄酒が入れられ、これに尊体となったパンが入れられる。信者はこの聖爵より、司祭が聖匙（）と呼ばれるスプーンですくった尊体・尊血を受ける。尊体（パン）だけや尊血（葡萄酒）だけといった片方だけを領聖する事は通常では無い。
但し、病人が固形物を嚥下出来ない場合などには尊血（葡萄酒）だけの領聖が行われる事もある。また、病床にある病人の下に御聖体を運ぶ際には、予め聖変化されて教会に保存されている聖体を用いる。これは、聖変化したパンに聖変化した葡萄酒を染み込ませたものである。
正教会では尊体となるパンには、発酵パン（プロスフォラ）が用いられる。無発酵パン（ホスチアまたはウェハー）を用いる西方教会とは異なる特色である。
領聖とは別に、聖体礼儀の最後に行なわれる十字架接吻の後には「アンティドル」と呼ばれる祝福された聖餅（パンの断片）が振舞われる。これは、洗礼を受けていない啓蒙者や正教会以外の他宗派の信者であっても、お祈りに参加した者すべてが祝福して招待され頂くことができる。

## 相互領聖関係
「甲」正教会と「乙」正教会が完全相互領聖関係にあると言う場合、お互いの信徒がお互いの教会で領聖する事を認めている状態を指す。これは「甲」正教会と「乙」正教会がお互いに正教会における教会法上の合法性と教会の伝統を一定程度認知し、一定程度の関係と交流を維持している事を表す。
原則として他教会信者が正教会で領聖することは許されない。正教会全体の方針としては教義の違いをそのままにして相互領聖することを好まず、教義の一致に基づくフル・コミュニオンのみを認める。このため各正教会の信者のみが他の正教会で領聖することができる。
このため相互領聖関係は端的に、当該教会が他正教会から正教会と認められている事を示す。
東方諸教会との対話の進展を反映して、1990年代以降、中東地域、および欧米の一部などにおいては、東方諸教会信者の領聖を許すことがある。一方、聖霊論を異にする（フィリオクェ問題参照）西方教会の信者が、正教会で領聖することはほぼ不可能である。

## 領聖預備規程・領聖感謝祝文
必ずしも全てを唱える事が領聖にあたって必須とされている訳ではないが、よく領聖に備えるための祈祷文が正教会に伝えられている。その祈祷文の全てに作者名が付されている訳ではないが、幾つかの祈祷文には以下の聖人が作者として伝えられている。
- 聖大ワシリイ
- 聖金口イオアン
- シメオン・メタフラスト
- ダマスコの聖イオアン
- 新神学者聖シメオン